# Mitsuba
Cryptotaenia japonica, meist Japanische Petersilie genannt, ist eine Pflanzenart aus der Gattung Cryptotaenia innerhalb der Familie der Doldenblütler (Apiaceae). Mitsuba, ein japanischer Trivialname 三つ葉, der wörtlich: „Dreiblatt“ bedeutet, ist ein beispielsweise japanisches Küchenkraut.

## Beschreibung

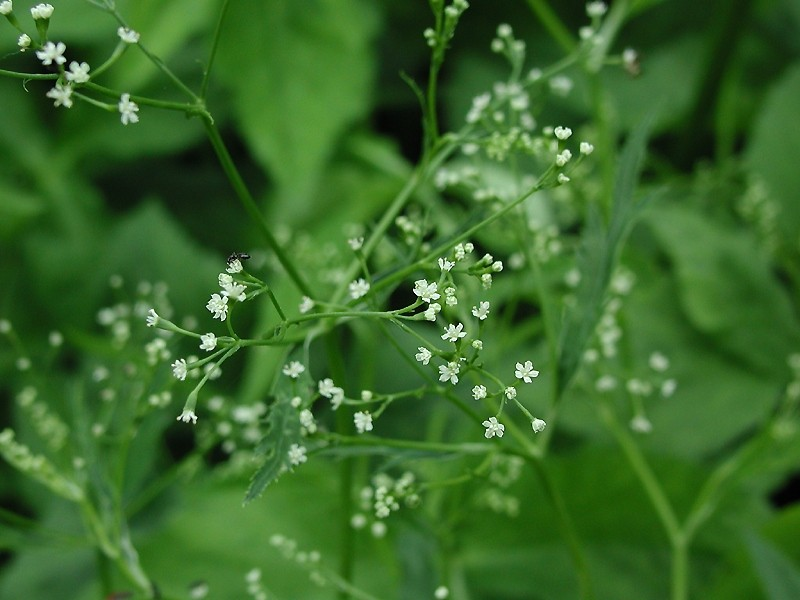
Blütenstände, gut zu erkennen ist die unregelmäßige Döldchenbildung

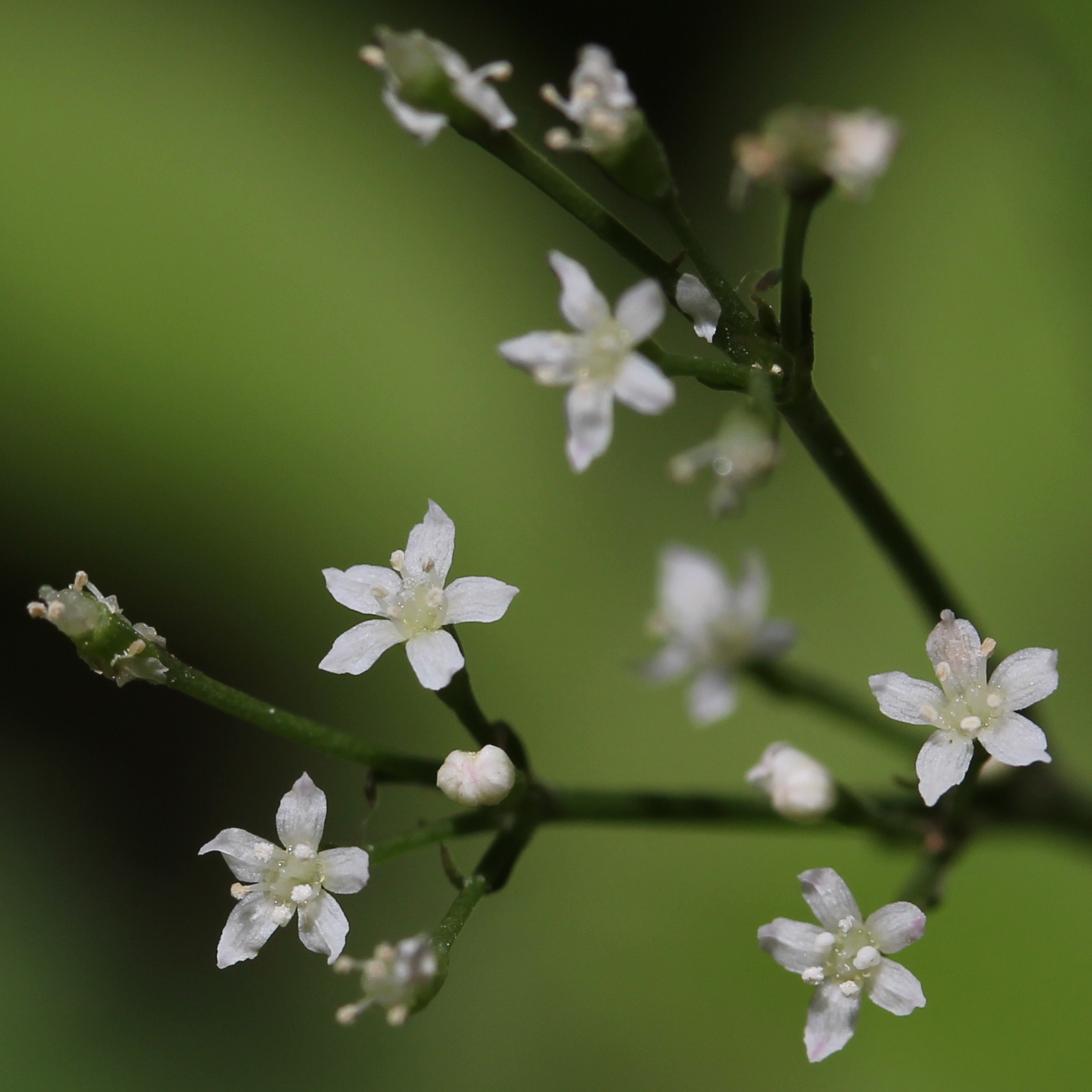
Ausschnitt eines Blütenstandes mit fünfzähligen Blüten im Detail

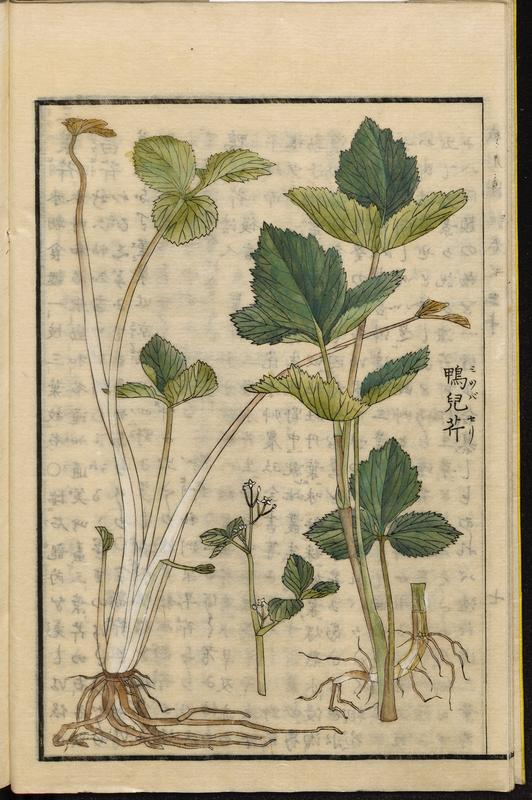
Illustration aus Leiden University Library - Seikei Zusetsu, Band 30, S. 008 - 鴨兒芹 - 1804.jpg

Laubblätter und Blütenstände sind sehr variabel.

### Vegetative Merkmale
Bei Cryptotaenia japonica handelt es sich um mehr oder weniger kahle, mehrjährige krautige Pflanzen, die Wuchshöhen von 20 bis 100 Zentimetern erreichen.
Die grundständig und wechselständig am Stängel angeordneten Laubblätter sind in Blattstiel und -spreite gegliedert. Bei den Grundblättern und den unteren Stängelblättern ist der Blattstiel mit einer Länge von 5 bis 20 Zentimetern relativ lang. Die Blattspreite ist dreiteilig. Die Teilblättchen sind bei einer Länge von 2 bis 14 Zentimetern sowie einer Breite von 4 bis 7 Zentimetern dreieckig bis breit-eiförmig. Der Blattrand ist doppelt gesägt.

### Generative Merkmale
Die Blütezeit liegt im Frühsommer. Die winzigen Blüten stehen in lockeren doppeldoldigen Blütenständen zusammen. Die Döldchen, also die Dolden zweiter Ordnung, sind zwei- bis dreistrahlig. Die Döldchen sind zwei- bis vierstrahlig. Die Blüten haben sehr ungleich lange Stiele, wodurch der streng geometrische Aufbau des Blütenstandes, wie er bei den meisten anderen Doldenblütlern zu erkennen ist, etwas verwischt wird. Hüllblätter fehlen oder es ist nur eines vorhanden. Unter jeder Teildolde gibt es ein bis drei Hüllchenblätter. Die Kronblätter sind weiß und 1 bis 1,2 Millimeter lang. Die Früchte sind 4 bis 6 Millimeter lang und 1 bis 1,5 Millimeter breit.

## Vorkommen
Cryptotaenia japonica kommt wild in Korea, Japan, Taiwan und China vor.
Sie wächst in China an feuchten, schattigen Standorten in Wäldern oder in Gräben, vor allem in Bergregionen in Höhenlagen von 200 bis 2400 Metern.
In Japan wird sie weit verbreitet kultiviert.

## Systematik
Die Erstbeschreibung von Cryptotaenia japonica erfolgte 1855 durch Justus Carl Hasskarl in Retzia Band 1, Seite 113.
Die Abgrenzung der etwa fünf Arten in der Gattung Cryptotaenia ist sehr schwierig. Cryptotaenia japonica wurde deshalb früher auch als Unterart Cryptotaenia canadensis subsp. japonica (Hassk.) Hand.-Mazz. oder Varietät Cryptotaenia canadensis var. japonica (Hassk.) Makino der nordamerikanischen Art Cryptotaenia canadensis (L.) DC. aufgefasst.

## Verwendung
Japanische Petersilie wird hauptsächlich in Japan (dort Mitsuba genannt), Korea sowie China und manchmal auch in Südostasien sowie Nordamerika angebaut.
In Japan werden frische Mitsuba-Blätter samt Stielen verwendet, um z. B. Suppen, aber auch andere verschiedene Gerichte zu würzen. Man kann Mitsuba in Sushi-Rollen einrollen oder mit Gemüse ausbacken (Tempura). In keinem Fall werden die Blätter und Stiele lange gekocht.
Die in Japan weit verbreiteten Mitsuba-Blätter sind in Deutschland noch nicht erhältlich, aber seit 2000 gibt es Bestrebungen, den deutschen Gemüsebauern verschiedene in Deutschland gedeihende japanische Gemüsesorten schmackhaft zu machen. Zu diesen gehört auch Mitsuba. Im Gartenfachhandel sind Samen zur Aufzucht erhältlich.
Mitsuba wird in Ostasien auch als Heilpflanze verwendet.